# Nomlandia
Nomlandia is een geslacht van neteldieren uit de klasse van de Anthozoa (bloemdieren).

## Soort
- Nomlandia californica Durham & Barnard, 1952